# Horus granulatus
Horus granulatus är en spindeldjursart som först beskrevs av Edvard Ellingsen 1912.  Horus granulatus ingår i släktet Horus och familjen Olpiidae. Inga underarter finns listade i Catalogue of Life.